# Smittoidea glaciata
Smittoidea glaciata is een mosdiertjessoort uit de familie van de Smittinidae. De wetenschappelijke naam van de soort is voor het eerst geldig gepubliceerd in 1900 door Waters.